# Demetrios Christodoulou
Demetrios Christodoulou (gr. Δημήτριος Χριστοδούλου; ur. 19 października 1951 w Atenach) – grecko-amerykański matematyk i fizyk teoretyczny, laureat Nagrody Shawa w dziedzinie matematyki z 2011 roku. Specjalizuje się w równaniach różniczkowych cząstkowych, ogólnej teorii względności i mechanice płynów.

## Życiorys
Urodził się w 19 października 1951 roku w Atenach. Tam też uczęszczał do szkoły podstawowej i średniej oraz rozpoczął samodzielną naukę matematyki wyższej. O jego matematycznym talencie pojawiały się nawet wzmianki w lokalnych gazetach ateńskich. W 1968 roku, dzięki znajomemu rodziny, wyjechał do Paryża na spotkanie z Johnem Archibaldem Wheelerem. Wheeler docenił wiedzę i talent Christodoulou i zaproponował mu studia na Uniwersytecie Princeton, gdzie wówczas wykładał. W ten sposób Christodoulou wyjechał z Aten (nie uzyskując dyplomu szkoły średniej) do Princeton i tam od lutego do września przygotowywał się do studiów, które rozpoczął jeszcze w tym samym roku.
Studia z fizyki ukończył w 1970 roku na Uniwersytecie Princeton, gdzie rok później uzyskał też doktorat (promotorem jego rozprawy zatytułowanej Investigations in Gravitational Collapse and the Physics of Black Holes był John Archibald Wheeler).
Pierwszy rok po doktoracie spędził w California Institute of Technology. Później pracował w Grecji (Uniwersytet Narodowy im. Kapodistriasa w Atenach: 1972/1973), Szwajcarii (CERN: 1973/1974), Włoszech (International Center for Theoretical Physics: 1974–1976), Niemczech (Max Planck Institute: 1976–1981) i USA (Syracuse University: 1983–1987). Od 1988 do 1992 roku był zatrudniony w Courant Institute of Mathematical Sciences, gdzie przebywał już wcześniej (od 1981 do 1983 roku). Pracujący tam Peter Lax był zachwycony powrotem Christodoulou. Wyraził się o nim następująco:

Fortunately, after 2300 years, the Greeks have returned to mathematics!

W latach 1992–2001 był profesorem na Uniwersytecie Princeton, a od 2001 roku do przejścia na emeryturę w 2017 roku w Politechnice Federalnej w Zurychu (obecnie jest tam profesorem emerytowanym).
Wypromował 13 doktorów, jednym z nich był Mihalis Dafermos.

## Publikacje i osiągnięcia
Autor ponad 70 publikacji, w większości napisanych samodzielnie. Swoje prace publikował m.in. w „Communications on Pure and Applied Mathematics”, „Communications in Mathematical Physics”, „Duke Mathematical Journal” oraz najbardziej prestiżowych czasopismach matematycznych świata: „Annals of Mathematics” i „Acta Mathematica”.
Na początku swojej kariery naukowej Christodoulou zajmował się czarnymi dziurami. Dotyczyła ich zarówno jego pierwsza – z 1970 roku – praca Reversible and irreversible transformations in black hole physics jak i rozprawa doktorska. Współpracował przy tym z Remo Ruffinim, z którym w pracy Reversible transformations of a charged black hole wyprowadzili pewien wzór na masę czarnej dziury.
Do 1977 roku zajmował się fizyką teoretyczną. Podczas pobytu w Max Planck Institute, lider jego grupy badawczej Jürgen Ehlers dostrzegł matematyczny talent Christodoulou i udzielił mu płatnego urlopu na czas nieokreślony na studiowanie analizy matematycznej w Paryżu pod kierunkiem Yvonne Choquet-Bruhat. W ten sposób Christodoulou został matematykiem, a efektem współpracy z jego ówczesną mentorką jest osiem wspólnych prac (w powstaniu trzech z nich współudział miał także inny współpracownik Christodoulou z tamtego o kresu – włoski matematyk Mauro Francaviglia, zajmujący się zastosowaniami geometrii różniczkowej w fizyce matematycznej).
Kolejną osobą, która miała znaczący wpływ na Christodoulou (już po jego powrocie do USA) był Shing-Tung Yau. W 1986 roku Christodoulou rozpoczął z kolei współpracę z Sergiu Klainermanem, z którym pracował nad problemem globalnej nieliniowej stabilności czasoprzestrzeni Minkowskiego. Jej efektem są trzy wspólne prace i książka The global nonlinear stability of the Minkowski space.
Po objęciu stanowiska profesora w Zurychu, Christodoulou zaczął badać powstawanie wstrząsów w płynach ściśliwych. Napisał też na ten temat dwie książki: The formation of shocks in 3-dimensional fluids i The shock development problem.
Nagrodę Shawa otrzymał razem z Richardem S. Hamiltonem za wysoce innowacyjne prace nad nieliniowymi równaniami różniczkowymi cząstkowymi w geometrii Lorentza i Riemanna oraz ich zastosowaniami w ogólnej teorii względności i topologii.

## Wyróżnienia
Christodoulou był wielokrotnie nagradzany. Otrzymał m.in.:
- 2021   Nagrodę Henriego Poincarégo[13]
- 2011   Nagrodę Shawa w dziedzinie matematyki[12]
- 2008   Tomalla Prize[14]
- 2000   Zenon Prize (nagroda Cypryjskiego Towarzystwa Matematycznego(inne języki))[1][2]
- 1999   Bôcher Memorial Prize(inne języki)[15]
- 1993   MacArthur Fellows Award[16]
- 1991   Basilis Xanthopoulos Award[17]
- 1981   Otto Hahn Medal[1][4]

W roku 1990 był prelegentem sekcyjnym, a w 2014 roku plenarnym na Międzynarodowym Kongresie Matematyków.
Jest członkiem Amerykańskiej Akademii Sztuk i Nauk (od 2001 roku), National Academy of Sciences (od 2012 roku), Amerykańskiego Towarzystwa Matematycznego (od 2013 roku) i Academia Europea (od 2016 roku).

## Życie prywatne
Ojciec Christodoulou urodził się w Aleksandrii w rodzinie Greków z Cypru, którzy wyemigrowali do Egiptu. Jego matka z kolei urodziła się w Atenach w rodzinie greckich uchodźców z Azji Mniejszej.
W marcu 1973 roku Christodoulou ożenił się z Kathleen Kelly, z którą ma dwoje dzieci. Para rozwiodła się w maju 1995 roku, a dwa lata później Demetrios wstąpił ponownie w związek małżeński, poślubiając Nikoletę Sigalę.